# Mercader (apellido)
Mercader es un apellido de origen catalán. Su máxima concentración se encuentra en Cataluña, Valencia y la Región de Murcia.

## Historia
El apellido Mercader (también conocido como Mercadé), según afirma Francesc de B. Moll en su libro Los linajes catalanes proviene del nombre del oficio de mercader, comerciante. Los apellidos que hacen referencia a los nombres de oficio o profesión, son muy abundantes en Cataluña, región noreste de España, pues tenían gran valor para individualizar a las personas, sobre todo en los lugares poco poblados, donde a menudo la profesión era ejercida por un solo individuo.
En Cataluña hay unos apellidos que podríamos denominar universales y Mercader es, sin duda, uno de ellos. Si bien es cierto que el apellido tiene unas raíces plenamente catalanas, también lo es el hecho de que muchos personajes que así se apellidan tuvieron un papel muy importante, lejos de las tierras de donde fueron originarios, participando activamente en la reconquista de la Península y más tarde, en la conquista de América. Por estos motivos, el apellido ha sido muy extendido no sólo en Cataluña, Valencia y Mallorca, sino también a otros lugares de España, América y todas aquellas tierras donde la influencia de la Corona de Aragón fue evidente. En Cataluña, las localidades donde proporcionalmente hay más personas con el apellido son: Celrá, Palafrugell, Gerona, Barcelona, Agramunt, Ager y Valls.
Los escudos de la familia Mercader son varios, dependiendo de los reinos donde se han establecido. El original y más antiguo es posiblemente el de Honorat Mercader, es un escudo de color azul con tres marcos o mesuras de oro en triángulo.
La familia cartagenera proviene de la familia murciana, cuando un miembro de esta familia se traslada a Cartagena donde emparenta con los Heredia y los Bienvenido. Tendrán casas en la costa del castillo, donde después se alzará la Iglesia de San Fulgencio y, con el tiempo, fundarán el monasterio de frailes franciscanos de Santa Catalina de la Foresta. Un descendiente reciente fue el Capitán de Navío Pere Mercader que pilotará el primer submarino junto a su inventor, Isaac Peral, en el año 1930. Nuestra familia proviene tanto de Berenguer como de Honorat, cuyos descendientes se establecieron en el Reino de Valencia. En las primeras sesiones de las Cortes Valencianas se incluía el escudo de los Mercader como representantes de las villas de Alicante (que era ya el gran puerto del Reino), Orihuela, Jijona y Alcoy. Estas familias estaban representadas en sus tres brazos principales: real, eclesiástico y militar.
El rey Alfonso V de Valencia[¿quién?], que había recibido en herencia la Villa de Buñol, la vendió a su camarero mayor Berenguer Mercader. De esta forma la familia Mercader, una de las más representativas de Valencia, se vinculó a la Hoya de Buñol desde 1425 a 1836, cuando el señorío pasó definitivamente a la Corona.
Con el rey Felipe III, Buñol y su comarca se convierte en condado, siendo su primer conde don Gaspar Mercader i Carroz, el 3 de mayo de 1604.
En 1719 aparece el marquesado de Mercader, cuyo primer titular fue José de Mercader y Torán. Su actual titular es Dña. María Antonia de Mercader y Sánchez-Domenech.